# Лужи (Торопецкий район)
Лужи — деревня в Торопецком районе Тверской области России. Входит в состав Подгородненского сельского поселения.

## Этимология
Прежнее название деревни — «Лужки», перешедшее потом в «Лужи». Предположительно, топоним образован от слова луг. Перевод названия во множественное число имеет чисто грамматическую функцию.

## История
На топографической трёхвёрстной карте Фёдора Шуберта, изданной в 1871 году, обозначена деревня Лужки. Имела 4 двора.
На карте РККА 1923—1941 годов обозначена деревня Лужи. Имела 4 двора.

## География
Расположена в восточной части района. Ближайший населённый пункт — деревня Городок.
Расстояние по автодорогам:
- До деревни Подгороднее — 10 км
- До центральной части Торопца — 13,5 км

Климат
Деревня, как и весь район, относится к умеренному поясу северного полушария и находится в области переходного климата от океанического к материковому. Лето с температурным режимом +15…+20 °С (днём +20…+25 °С), зима умеренно-морозная −10…−15 °С; при вторжении арктических воздушных масс до −30…-40 °С.
Среднегодовая скорость ветра 3,5—4,2 метра в секунду.

## Население
| 2010 |
| ---- |
| 5    |

По состоянию на 2002 год в деревне проживало 4 человека.
Национальный состав
Согласно результатам переписи 2002 года русские составляли 100 % населения деревни.